# Julio Medina
Julio Medina III (nacido el 14 de julio de 1976 en la ciudad de Panamá) es un exfutbolista. Actualmente dirige al FC Chorrillo de la Liga Prom de Panamá. 
"Puchito" Medina se destacó por su visión de juego en el mediocampo y su toque preciso, siendo así uno de los pilares de la Selección de fútbol de Panamá

## Selección nacional

### Selección absoluta
Debutó con la selección absoluta el 12 de octubre de 1999 en la empate contra la selección de  Trinidad y Tobago

### Participaciones en selección nacional
| Copa            | Categoría | Sede           | Resultado    | Partidos | Goles |
| --------------- | --------- | -------------- | ------------ | -------- | ----- |
| Copa Uncaf 2005 | Mayor     | Guatemala      | Cuarto lugar | 4        | 0     |
| Copa Oro 2005   | Mayor     | Estados Unidos | Subcampeón   | 5        | 0     |

## Clubes
| Club                | País        | Año       |
| ------------------- | ----------- | --------- |
| Árabe Unido         | Panamá      | 1995-2004 |
| Águila              | El Salvador | 2004–2005 |
| CSD Comunicaciones  | Guatemala   | 2006      |
| CD Marathón         | Honduras    | 2006      |
| Árabe Unido         | Panamá      | 2006-2007 |
| Municipal Chorrillo | Panamá      | 2007–2010 |
| Árabe Unido         | Panamá      | 2011-2012 |

### Como técnico
| Club                 | País   | Año         | Partidos dirigidos |
| -------------------- | ------ | ----------- | ------------------ |
| Chorrillo FC         | Panamá | 2014 - 2015 | 56                 |
| CD Universitario     | Panamá | 2018        | 8                  |
| CD Árabe Unido U19   | Panamá | 2019 - 2020 | 54                 |
| CD Árabe Unido       | Panamá | 2020        | 9                  |
| CD Árabe Unido II    | Panamá | 2021        | 32                 |
| Champions FC Academy | Panamá | 2022        | 34                 |
| FC Chorrillo         | Panamá | 2023 - act. | 49                 |

## Palmarés

### Como  Jugador
| Título           | Club           | País   | Año     |
| ---------------- | -------------- | ------ | ------- |
| Linfuna          | CD Árabe Unido | Panamá | 1995    |
| Primera División | CD Árabe Unido | Panamá | 1998-99 |
| Primera División | CD Árabe Unido | Panamá | 2001-A  |
| Primera División | CD Árabe Unido | Panamá | 2001-C  |
| Primera División | CD Árabe Unido | Panamá | 2002-A  |
| Primera División | CD Árabe Unido | Panamá | 2004-A  |
| Primera División | CD Árabe Unido | Panamá | 2012-A  |

### Como  Entrenador
| Título           | Club         | País   | Año    |
| ---------------- | ------------ | ------ | ------ |
| Primera División | Chorrillo FC | Panamá | 2014-C |
| Tercera División | FC Chorrillo | Panamá | 2024-C |
| Supercopa LFN    | FC Chorrillo | Panamá | 2024   |